# Bradley Smith (Holocaustleugner)
Bradley R. Smith (* 18. Februar 1930 in Los Angeles; † 18. Februar 2016) war ein US-amerikanischer Geschichtsrevisionist und Holocaustleugner.

## Leben
Smith wuchs in Kalifornien auf, schloss aber in Portland, Oregon, die jesuitische Highschool ab. In den 1960er Jahren wurde Smith verhaftet, weil er eines der damals verbotenen Bücher von Henry Miller verkauft hatte. Nach eigenen Angaben war er seit mehr als 30 Jahren mit einer Mexikanerin verheiratet und lebte in Baja Norte.

## Aktivismus
Smith war Sprecher des revisionistischen Institute for Historical Review und gründete 1987 zusammen mit Mark Weber das Committee for Open Debate On the Holocaust (CODOH), das holocaustleugnende Literatur verbreitet. CODOH versuchte, ganzseitige Anzeigen in US-amerikanischen Universitätszeitungen zu schalten, in denen die Gaskammern bestritten wurden. Als ihnen dies in den 1990er Jahren bei einer größeren Anzahl von Zeitungen gelang, wurde das Thema von ADL und der New York Times aufgegriffen. Seit 2000 wird die Kampagne kaum weitergeführt, da fast alle Universitätszeitungen seitdem die Anzeigen ablehnen und die Ablehnung nicht mehr zu Kontroversen führt.

## Veröffentlichungen
- Confessions of a Holocaust revisionist, Volume 1. Prima Facie, 1987
- Break His Bones: The Private Life of a Holocaust Revisionist. Eigenverlag, 2002